# Időkapszula

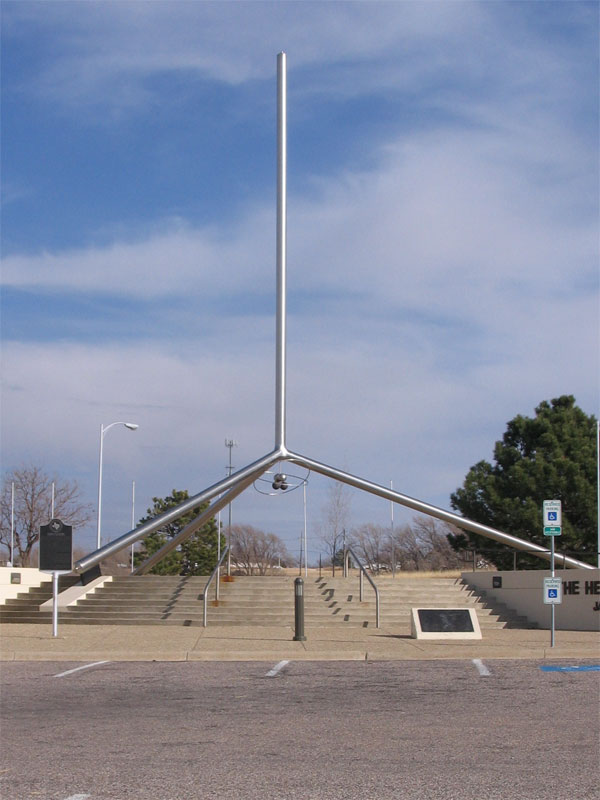
A Helium Monument időkapszulák, a négy oszlopban egy-egy időkapszula található.

Az időkapszula egy olyan tartály, amelyben régi idők tárgyai találhatók, vagy információ régebbi időkből. Egyfajta kommunikációnak tekinthető a jövővel. Az időkapszulákat általában valamilyen jeles esemény alkalmával, ünnepség kíséretében helyezik el (elássák vagy bebetonozzák), például világkiállítás, alapkőletétel, hogy aztán a (közeli vagy távoli) jövőben kinyissák. Nem minden időkapszula szándékos, néhányan a Pompeii maradványokat is időkapszulának tekintik.
Az "időkapszula" kifejezés (time capsule) 1937 óta használatos, de az ötlet valószínűleg egyidős magával az emberi civilizációval.

## Időkapszulák
- Westinghouse időkapszulák – 1937-ben, a New York-i Világkiállítás megrendezésekor javasolták, hogy ássanak el 5000 évre (6939-ig) egy „időzített bombát”, majd a kevésbé harcias időkapszula nevet választották,[2] azóta hívják az ilyen jellegű tárgyakat így. Az 1939-es időkapszulát a Westinghouse nevű cég készítette a kiállítás részeként. A rézből, krómból és ezüstből készített kapszulahüvelyt Cupaloynak nevezték el, és állították, hogy az acéllal megegyező keménységű. Az időkapszulába mindennapi tárgyakat tettek, egy könyvet, ami leírja az időkapszula elkészítését (The Book of Record of the Time Capsule of Cupaloy), vetőmagokat, mikroszkópot, filmhíradókat, mikrofilmeket, melyeken tudományos értekezések, szótárak, vallásos iratok és egyéb szövegek voltak megtalálhatók. Az első Westinghouse időkapszulát egy másik is követte 1965-ben, amelyet az eredetitől kb. 3 méterre északra ástak el. Mindkét időkapszulát kb. 15 méter mélyre ásták a világkiállítás Flushing Meadows Park nevű helyszínén.
- A civilizáció kriptája (1936) nevű időkapszula volt az első sikeresnek tűnő 20. századi próbálkozás egy tartós időkapszula létrehozására. A „kapszulát”, amely valójában egy lepecsételt bebetonozott és behegesztett terem az Oglethorpe Egyetem alagsorában, 8113-ban kell majd kinyitni.[3]
- A KEO egy tervezett műhold, melyen bárki elküldheti üzenetét a távoli jövőbe. Pályára állítása hosszabb ideje csúszik.  A KEO több mint 50 000 év múlva tér majd vissza a Földre.
- A Nemzetközi Időkapszula Egyesület (International Time Capsule Society, ITCS) az Oglethorpe Egyetemen azzal a céllal jött létre, hogy létrehozzon és fenntartson egy adatbázist a létező időkapszulákról.[4]
- 2010-ben Madridban, a Cervantes-szobor közelében végzett talajmunka során egy 1834-ben elhelyezett időkapszulára bukkantak.[5]

## Kritika
Az időkapszulákat kutató William Jarvis történész szerint a legtöbb szándékosan elhelyezett időkapszula használhatatlan információkat és limlomot tartalmaz. Ha megnézzük, Pompeji rengeteg adatot szolgáltatott a mindennapi életről, például graffiti a falakon, ennivaló a tűzhelyeken, mindennapi tárgyak a hamu alatt, stb. Ha valaki időkapszulát szeretne készíteni, olyan dokumentumokra törekedjen, mint személyes feljegyzések a mindennapi életről, az emberekről, akik elhelyezik a kapszulát, képek, rajzok, fényképek.
Ha az időkapszulákra úgy tekintünk, mint egyfajta múzeumra, amelyik megpróbálja megőrizni a mindennapi élet egy szeletét a jövő számára, akkor ezt a célt (múzeum) igen szegényesen töltik be: ha hosszú időre bezárjuk őket, akkor a köztes generációk részére semmiféle információval nem szolgálhatnak.
A hosszú évszázadokra elásott időkapszulák ellen szól még, hogy jelenleg nem áll rendelkezésünkre olyan adattároló, amely évezredeken keresztül biztonsággal meg tud őrizni nagyobb mennyiségű adatot, valamint maga a nyelv annyit változik ezredévek alatt, hogy esetleg lehetetlenné tesz mindenféle információátadást. Mivel a legtöbb időkapszulát elássák, nagy részük egyszerűen feledésbe merül, vagy az évek során megsemmisül a talajvíz korrodáló hatása miatt.

## Tanácsok időkapszula létrehozásához
A Nemzetközi Időkapszula Egyesület tanácsai azok részére, akik időkapszulát szeretnének elhelyezni valahol
1. Válaszd ki, hogy milyen időtartamra szeretnéd lezárni az időkapszulát. Egy 50 éves időkapszulát akár te vagy a közvetlen leszármazottaid is kinyithatnak majd. A legnépszerűbbek és legelterjedtebb a 100 évre lezárt időkapszulák. Minél hosszabb az időtartam, annál nehezebb lesz a feladatot véghezvinni.
2. Jelölj ki egy vezetőt, aki a projektet irányítja. Jó dolog a csapatmunka, de kell valaki, aki irányítja és összefogja a kezdeményezést.
3. Keress egy megfelelő tárolót. Minél stabilabb annál jobb. A tároló legyen száraz, légmentesen zárható és sötét. Aki 100 évig vagy annál tovább szeretné biztonságban tudni az időkapszula tartalmát, annak érdemes egy professzionális időkapszulát beszereznie.
4. Keress egy biztonságos beltéri helyet. - Nem ajánlott elásni az időkapszulákat, több ezer elveszett már így. Fontos, hogy az időkapszula pontos helyét jelölje egy tábla, ami tartalmazza a kapszula küldetését.
5. Biztosítsd a kiválasztott tárgyak túlélését. A legtöbb kiválasztott tárgy jelentőséggel bírhat a jövőben. Fontos, hogy az időkapszula elhelyezője írjon egy listát az időkapszulába helyezett tárgyakról.
6. Ünnepélyesen zárd le az időkapszulát. Adj nevet az időkapszulának, és értesítsd az elhelyezéséről a médiát. Készíts fényképeket az időkapszula tartalmáról és a helyszínről is.
7. Ne felejtsd el az időkapszulát! Bár ez furcsának tűnik, a legtöbb időkapszulát egyszerűen elfelejtik az emberek. Minél kevesebben tudnak róla, annál kisebb az esélye, hogy előkerüljön. Próbáld életben tartani az emlékét évenkénti megemlékezésekkel, összejövetelekkel. Küldj ki meghívókat a tervezett kinyitásról! Légy kreatív.
8. Értesítsd a Nemzetközi Időkapszula Egyesületet, ha véget ért a projekt. Töltsd ki az egyesület kérdőívét (angol), így bekerül az egyesület időkapszula adatbázisába.

## Időkapszulák a filmekben
- Képlet (Knowing, 2009 R.: Alex Proyas)
- Már megint te?! (You Again, 2010 R.: Andy Fickman)
- Dugipénz (Milk Money, 1994 R.: Richard Benjamin)
- Szikraváros (City of Ember, 2008 R.: Gil Kenan)
- Fák jú, Tanár úr! (Fack ju Göhte, 2013 R.:Bora Dagtekin)